# 올가 시시기나
올가 바실리예브나 시시기나(러시아어: О́льга Васи́льевна Шишиги́на, 1968년 12월 23일~)는 카자흐스탄의 육상 선수로 주 종목은 100m 허들이다. 시드니에서 열린 2000년 하계 올림픽에서 금메달을 획득하였다.
시시기나는 약물 검사를 통과하지 못하여 1996년과 1998년 사이에 선수 자격정지 처분을 받았다.